# Ochropleura
Ochropleura är ett släkte av fjärilar som beskrevs av Jacob Hübner 1821. Ochropleura ingår i familjen nattflyn, Noctuidae. 

## Dottertaxa tillOchropleura, i alfabetisk ordning[2][1]
- Ochropleura astigmata Hampson, 1906
- Ochropleura basiclavis Walker, 1857
- Ochropleura beesoni Kapur & Arora, 1971
- Ochropleura candelisequa Schiffermüller, 1775
  - Ochropleura candelisequa defasciata Wendlandt, 1902
  - Ochropleura candelisequa zernyi Rungs, 1952
- Ochropleura carthalina Christoph, 1893
- Ochropleura cinctithorax Walker, 1857
- Ochropleura cirphisioides Köhler, 1955
- Ochropleura clarivena Püngeler, 1899
- Ochropleura cortica Köhler, 1945
- Ochropleura costalis Moore, 1867
- Ochropleura draesekei Corti, 1928
- Ochropleura dulcis Alphéraky, 1892
- Ochropleura elbursica Draudt, 1937
- Ochropleura elevata Viette, 1958
- Ochropleura ellapsa Corti, 1927
- Ochropleura flammatra Schiffermüller, 1775 (Synonym till Dichagyris flammatra)
  - Ochropleura flammatra deleta Kollar, 1848
- Ochropleura gaedei Berio, 1972
- Ochropleura geochroides Boursin, 1948
- Ochropleura hasta Prout, 1922
- Ochropleura herculea Corti & Draudt, 1933
- Ochropleura ignota Swinhoe, 1889
- Ochropleura implecta Lafontaine, 1998
- Ochropleura juldussi Alphéraky, 1882
- Ochropleura lasciva Staudinger, 1888
- Ochropleura leucogaster Freyer, 1831
- Ochropleura marojejy Viette, 1961
- Ochropleura megaplecta De Joannis, 1932
- Ochropleura musiva Hübner, 1827
  - Ochropleura musiva sheljuzhkoi Kovacs & Varga, 1973
- Ochropleura musivula Staudinger, 1895
- Ochropleura ngariensis Chen, 1982
- Ochropleura nivisparsa Butler, 1889
- Ochropleura obliqua Corti & Draudt, 1933
- Ochropleura omochra Prout, 1927
- Ochropleura perirrorata Hampson, 1902
- Ochropleura plecta Linnaeus, 1761, Mindre jordfly
  - Ochropleura plecta anderssoni Lampa, 1885
  - Ochropleura plecta glaucimacula Graeser, 1888
  - Ochropleura plecta unimacula Staudinger, 1859
  - Ochropleura plecta urupplecta Bryk, 1942
- Ochropleura plumbea Alphéraky, 1887
  - Ochropleura plumbea arschanica Corti & Draudt, 1933
- Ochropleura portieri Viette, 1967
- Ochropleura pseudogaster Berio, 1974
- Ochropleura refulgens Warren, 1909
- Ochropleura separata Guenée, 1852
- Ochropleura sidamona Laporte, 1977
- Ochropleura spinosa Fletcher, 1961
- Ochropleura stentzi Lederer, 1853
- Ochropleura subplumbea Staudinger, 1895
- Ochropleura tamsi Fletcher, 1963
- Ochropleura triangularis Moore, 1867
- Ochropleura ulrici Corti & Draudt, 1933
- Ochropleura vicaria Walker, 1857
- Ochropleura vietteana Plante, 1979
- Ochropleura viettei Fletcher, 1961
- Ochropleura xanthiodes Hampson, 1903

## Bildgalleri

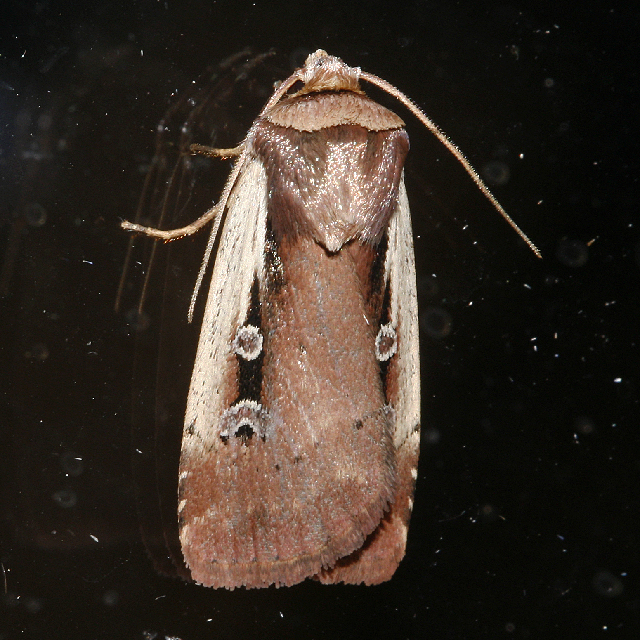
Ochropleura implecta
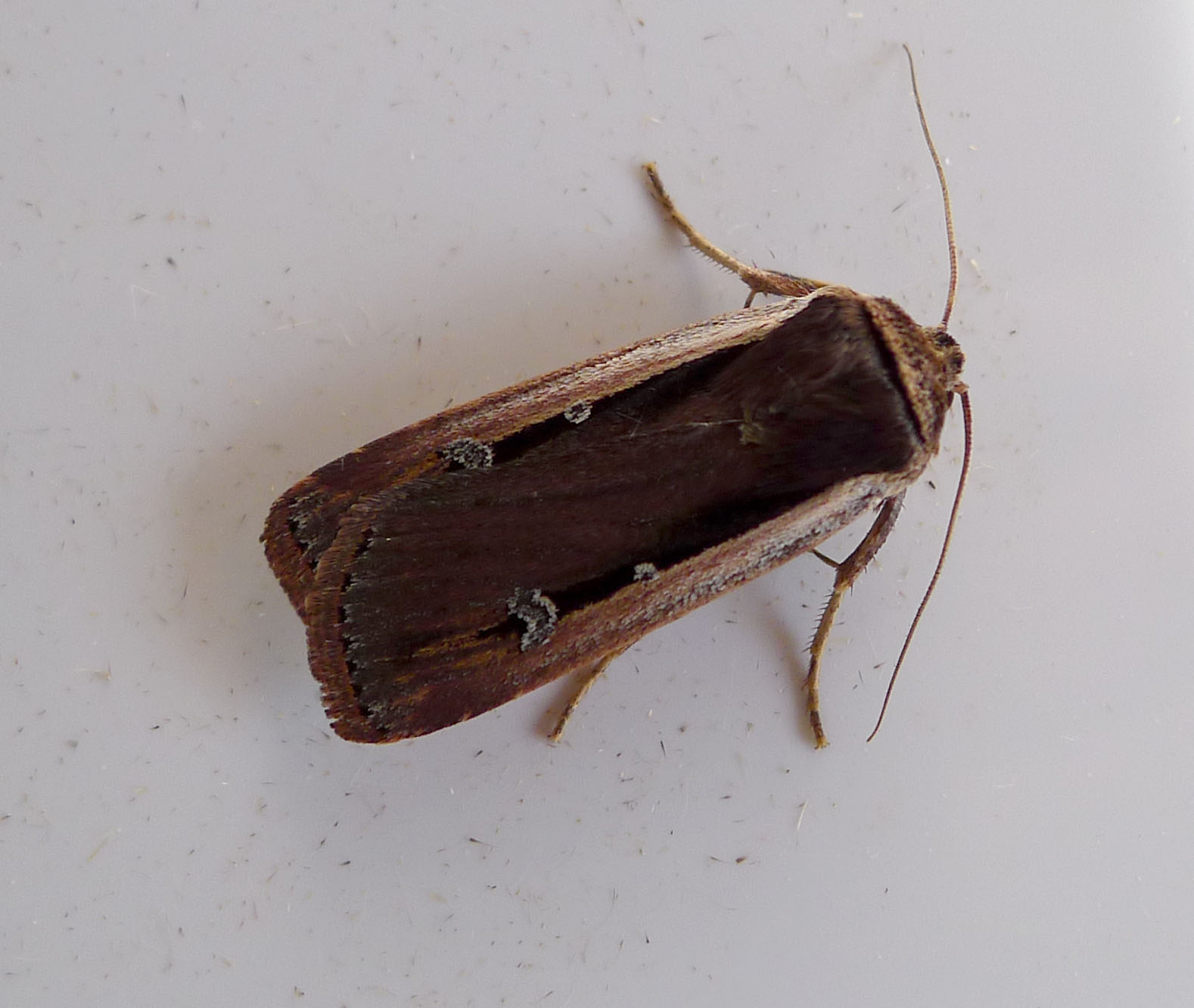
Ochropleura leucogaster
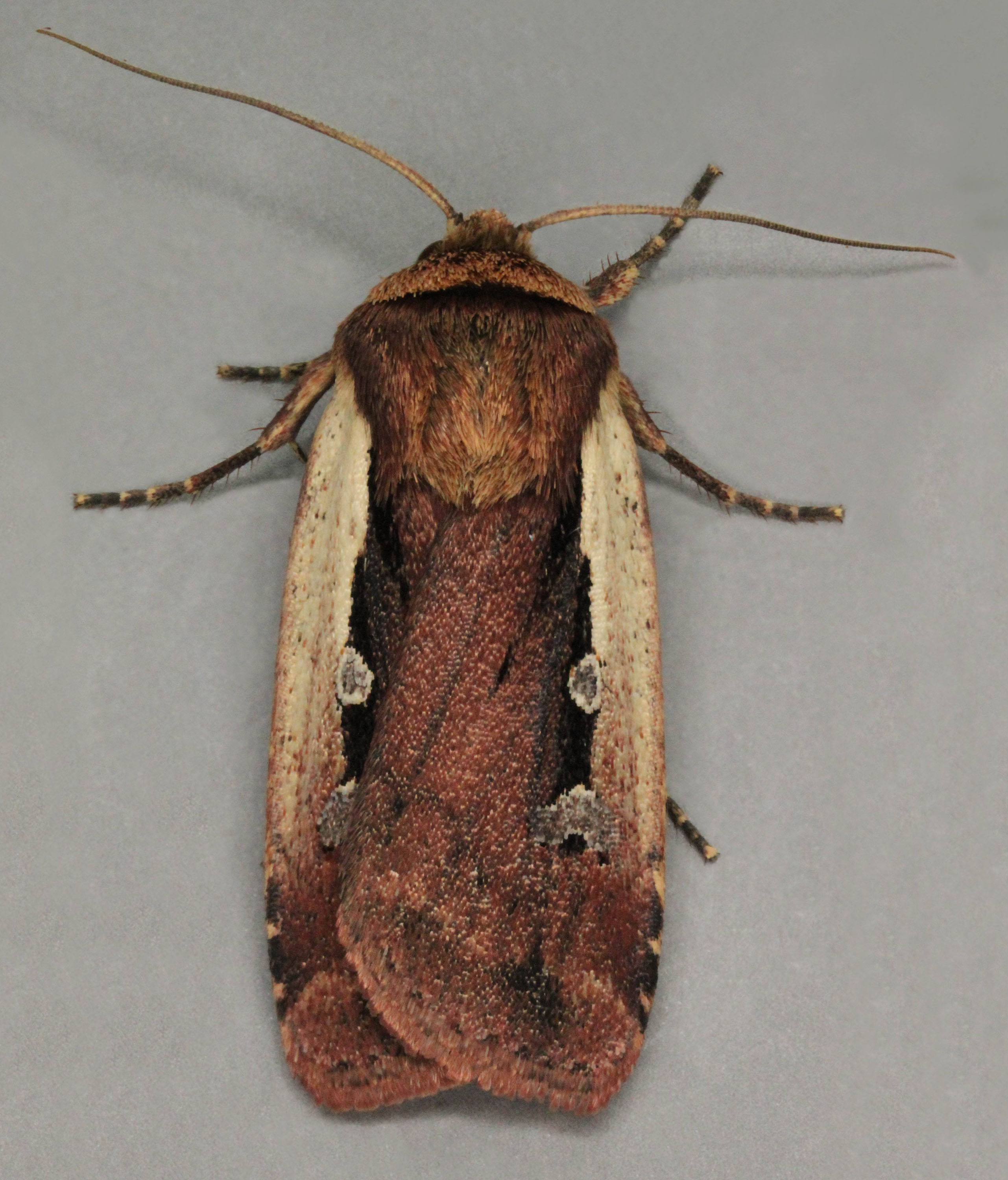
Mindre jordfly, Ochropleura plecta